# Jean christophe vanneuville

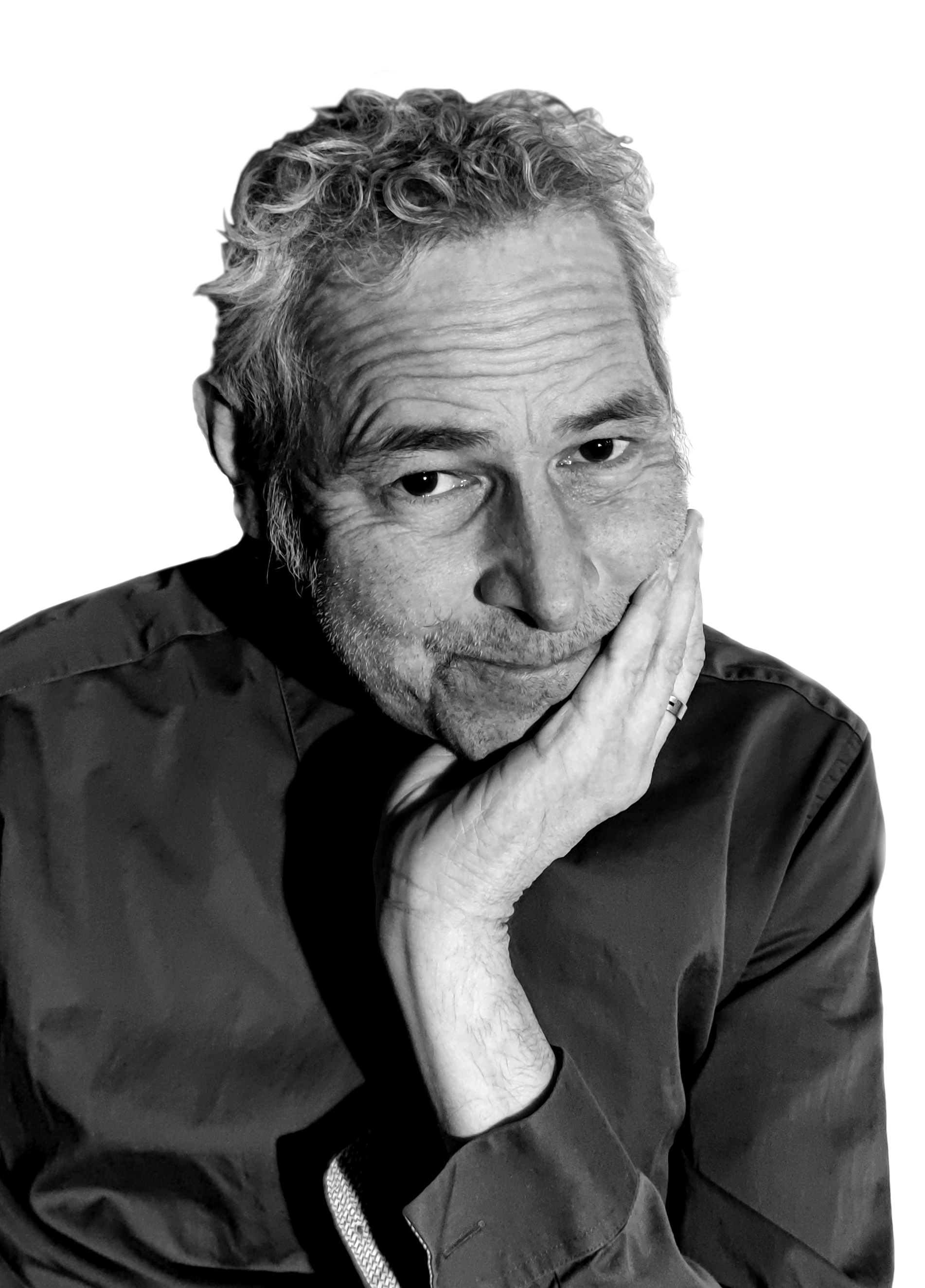
Jean-Christophe VANNEUVILLE - Auteur

Jean-Christophe Vanneuville est un auteur originaire d’Arras, dans le Pas-de-Calais. Il est un passionné par l’écriture sous toutes ses formes depuis tout jeune : roman noir, poésie, aphorismes, récit autobiographique, essais... Il est né le 20 septembre 1972.
Son œuvre la plus personnelle, Voyage au bout de moi-même, retrace son combat contre un cancer ORL — un récit intime, à la fois destructeur et salvateur, qui lui ouvrira les porte de l'écriture, ces portes qu'il ne tenait qu'entrouvertes jusqu'à présent.
Il est aussi fondateur de El Padre Éditions, une structure lui permettant de publier ses ouvrages tout en offrant un espace d'aide et d'échange aux auteurs auto-édités. En parallèle, il travaille dans le domaine de la communication et de la création visuelle, ainsi que dans des projets artistiques liés à la photographie et à l’écriture.
"L'écriture est bien plus qu'une renaissance pour moi. Bien plus qu'une simple bouée de sauvetage. Elle est comme l'aboutissement d'une évidence. C'est une chose que je pratique depuis toujours, mais que je me devais de formaliser et de partager, plutôt que tout cela ne reste dans ma tête ou sur de vieux cahier jaunis par les ans".
Parmi les ouvrages déjà publiés :
- "Voyage au bout de moi-même" (2023) (Journey to the end of myself en version anglophone)
- "Petit séjour au purgatoire" (2024)
- Aphorismes et autres petites cruautés - Tome 1 (2024)
- Aphorismes et autres petites cruautés - Tome 2 (2024)
- Eloges sur un tas de fumier (2024)
- Matière Blanche - Dissections poétiques (2025)